# Гері Пітерс
Ге́рі Пі́терс (англ. Gary Peters; нар. 1 грудня 1958, Понтіак, Мічиган) — американський політик з Демократичної партії. Він є членом Сенату США від штату Мічиган з січня 2015 і був членом Палати представників з 2008 по 2015 роки.

## Біографія
Отримав ступінь MBA в Детройтському університеті Мерсі у 1984 році, також має ступінь доктора права у Школі права Університету Вейна і ступінь магістра у галузі філософії в Університеті штату Мічиган. Пізніше він поступив на службу до ВМС, де працював протягом одинадцяти років. У 2005 році Пітерс був звільнений у запас у званні капітан-лейтенанта.
Згодом працював викладачем університету і разом з тим він також присвятив себе політиці. З 1995 по 2002 він був членом Сенату штату Мічиган, комісар Лотереї Мічигану з 2003 по 2008.
Одружений, має трьох дітей.

## Позиція щодо Північного потоку-2
У січні 2022 проголосував проти проєкту санкцій для газогону «Північний потік-2» як засобу запобігання російському вторгненню в Україну.